# Thomas Frischknecht
Thomas Frischknecht (Uster, 17 de febrero de 1970) es un deportista suizo que compitió en ciclismo en las modalidades de montaña y ciclocrós.
Participó en tres Juegos Olímpicos de Verano, obteniendo una medalla de plata en Atlanta 1996, en la prueba de campo a través, el sexto lugar en Sídney 2000 y el séptimo en Atenas 2004.
Ganó ocho medallas en el Campeonato Mundial de Ciclismo de Montaña entre los años 1990 y 2004, y tres medallas en el Campeonato Europeo de Ciclismo de Montaña entre los años 1991 y 1998. Consiguió dos medallas de oro en el Campeonato Mundial de Ciclismo de Montaña en Maratón, en los años 2003 y 2005.
Además, obtuvo una medalla de plata en el Campeonato Mundial de Ciclocrós de 1997.
Fue el abanderado de Suiza en la ceremonia de apertura de los Juegos Olímpicos de Sídney 2000.

## Medallero internacional
| Juegos Olímpicos   | Juegos Olímpicos         | Juegos Olímpicos  | Juegos Olímpicos           |
| Año                | Lugar                    | Medalla           | Competición                |
| ------------------ | ------------------------ | ----------------- | -------------------------- |
| 1996               | Atlanta (Estados Unidos) | Medalla de plata  | Campo a través             |
| Campeonato Mundial |                          |                   |                            |
| Año                | Lugar                    | Medalla           | Competición                |
| 1990               | Durango (Estados Unidos) | Medalla de plata  | Campo a través             |
| 1991               | Barga (Italia)           | Medalla de plata  | Campo a través             |
| 1992               | Bromont (Canadá)         | Medalla de plata  | Campo a través             |
| 1996               | Cairns (Australia)       | Medalla de oro    | Campo a través             |
| 2001               | Vail (Estados Unidos)    | Medalla de plata  | Campo a través             |
| 2002               | Kaprun (Austria)         | Medalla de bronce | Campo a través             |
| 2002               | Kaprun (Austria)         | Medalla de bronce | Campo a través por relevos |
| 2004               | Les Gets (Francia)       | Medalla de bronce | Campo a través             |
| Campeonato Europeo |                          |                   |                            |
| Año                | Lugar                    | Medalla           | Competición                |
| 1991               | La Bourboule (Francia)   | Medalla de bronce | Campo a través             |
| 1993               | Klosters (Suiza)         | Medalla de oro    | Campo a través             |
| 1998               | Aywaille (Bélgica)       | Medalla de bronce | Campo a través             |

| Campeonato Mundial | Campeonato Mundial    | Campeonato Mundial | Campeonato Mundial |
| Año                | Lugar                 | Medalla            | Competición        |
| ------------------ | --------------------- | ------------------ | ------------------ |
| 2003               | Lugano (Suiza)        | Medalla de oro     | Campo a través     |
| 2005               | Lillehammer (Noruega) | Medalla de oro     | Campo a través     |

| Campeonato Mundial | Campeonato Mundial | Campeonato Mundial | Campeonato Mundial |
| Año                | Lugar              | Medalla            | Competición        |
| ------------------ | ------------------ | ------------------ | ------------------ |
| 1997               | Múnich (Alemania)  | Medalla de plata   | Individual         |